# Famille de Broqueville
Pour les articles homonymes, voir De Broqueville (homonymie).
La famille de Broqueville est une famille de la noblesse belge d'origine française dont la filiation remonte à 1571.
Elle appartient à la noblesse belge depuis 1867.

## Histoire
Gustave Chaix d'Est-Ange qui écrit que cette famille est originaire de la ville de Montfort (dans le département du Gers en Gascogne) où elle a donné plusieurs consuls à cette ville et qu'elle est connue depuis le XVIIe siècle. Il écrit également qu'au cours des XVIIe siècle et XVIIIe siècle cette famille a donné de nombreux officiers de mérite dont plusieurs chevaliers de Saint-Louis.
Jean-François Houtart écrit pour sa part que la filiation prouvée remonte à 1571 et que cette famille est « issue d'Arnaud de Broqueville, seigneur de Laroque et Empiroy, co-seigneur de Serrempuy, premier consul de Monfort (...) ; en 1588, il défend cette ville contre Henri de Navarre », et ajoute que « Jean de Broqueville (1755-1834), lieutenant de gendarmerie, syndic puis maire de Monfort, animateur du mouvement royaliste dans le Gers, est condamné à mort comme noble et tyran pendant la Révolution, mais échappe à l'exécution en payant une grosse somme d'argent à Barras ».
Gustave Chaix d'Est-Ange écrit par ailleurs que des généalogistes ont cherché à rattacher cette famille à d'anciennes familles nobles. Il écrit enfin : Dans la réalité, (...), la famille de Broqueville avait avant la Révolution une situation nobiliaire plus que douteuse. On ne voit, en effet, ni qu'elle ait jamais été maintenue noble par jugement, ni qu'elle ait pris part en 1789 aux assemblées de la noblesse de sa région.
Une branche de cette famille s'établit en Belgique au cours des premières décennies du XIXe siècle et elle s'apparenta aux meilleures familles belges par un mariage contracté dans ce pays en 1827,

## Personnalités
- Charles de Broqueville (1860-1940), homme d'État belge, deux fois premier ministre de Belgique, notamment pendant la Grande Guerre.
- Huguette de Broqueville (1931-2015), romancière, essayiste et journaliste belge de langue française.

## Héraldique
| Armes de la branche belge                                  |  | Blasonnement: D'azur au sautoir d'or, accompagné en chef d'une étoile à six rais du même. Devise: "Quis me fortior aut fidelior" Supports: deux lévriers regardant au naturel, colletés d’or Couronne: de Comte belge |
| Armes de Broqueville (France) depuis le XVIIe siècle       |  | D’azur, au sautoir d’or accompagné en chef d’une molette d’or. |
| Armes de Louis de Broqueville, fils de Jean-François, 1857 |  | D’azur au sautoir d’argent, accompagné en chef d’une molette d’or. |
| Armes primitives Broqueville,                              |  | D'azur à la croix (alésée) d’or, accompagné en chef d’une rose de même. |
| Armes primitives Broqueville de Monfort et de Mauvezin,    |  | D’azur au bouton (à la rose) d’or, cantonné en chef dextre d’une étoile d’argent. |

## Alliances
(Liste par ordre alphabétique)
- d'Alcantara de Querrieu
- Assier de Pompignan
- Behaghel de Bueren
- de Biolley
- Bizet
- de Bonvoisin d'Erp
- Brasseur
- de Briey (1854)
- de Cartier de Marchienne
- Clément
- de Cressac de Soleuvre
- Dessain
- van Dievoet
- de Dorlodot
- Drion du Chapois
- Emsens
- della Faille d'Huysse
- Fraysse (1749)
- Guillaume
- de Groote
- de Hemricourt de Grunne
- d'Huart
- Le Candèle (1827)
- Le Mesre de Pas
- de Mandat Grancey
- del Marmol
- Matis
- de Méritens de Villeneuve
- Mertens de Wilmars
- de Moffarts
- Montens d'Oosterwyck
- de Montpellier de Vedrin
- Mulle de Terschueren
- Muûls
- Orts
- d'Oultremont
- de Pierpont
- de Pret Roose de Calesberg
- de Radzitzky d'Ostrowick
- de Schietere de Lophem
- Shako Djunga
- de Tornaco
- van der Straten Waillet
- Van Haverbeke
- Verhaegen
- de Villegas de Saint-Pierre Jette
- Vinçotte
- d'Ursel
- van Wassenhove
- Waucquez
- Woronoff